# Camille Winbush
Camille Simoine Winbush (* 9. Februar 1990 in Culver City, Los Angeles, Kalifornien) ist eine US-amerikanische Schauspielerin.

## Leben
Camille Winbush hatte ihren Durchbruch in Amerika in der Rolle der Vanessa, der Nichte des Comedians Bernie Mac in der The Bernie Mac Show. Zuvor hatte Winbush in Serien wie Eine himmlische Familie und NYPD Blue mitgespielt. Außerdem war sie in einigen Filmen zu sehen, u. a. in Eraser mit Arnold Schwarzenegger und in Dangerous Minds mit Michelle Pfeiffer. Weiterhin trat sie im Disney-Musical Gepetto auf und sang auf dem dazugehörigen Soundtrack.
Sie spielt der Rolle der Lauren Treacy in der amerikanischen Serie The Secret Life of the American Teenager.
2004 eröffnete Winbush in Pasadena, Kalifornien eine Bäckerei und Eisdiele namens Baked Ice. Mit Hilfe ihrer Mutter und ihrer Tante erwirtschaftete sie im ersten Jahr $120,000. Im Juli 2006 gab sie in der Talkshow Montel bekannt, dass sie ein weiteres Geschäft in Atlanta, Georgia eröffnen werde.

## Filmografie
- 1994: Viper (drei Folgen)
- 1995: What About Your Friends
- 1995: CBS Schoolbreak Special (eine Folge)
- 1995: Brotherly Love (Folge 1x08)
- 1995: Dangerous Minds – Wilde Gedanken (Dangerous Minds)
- 1995–1996: Fast perfekt (Minor Adjustments, 20 Folgen)
- 1996: Eraser
- 1996–1999: Eine himmlische Familie (7th Heaven, 6 Folgen)
- 1997: Echt super, Mr. Cooper (Hangin' with Mr. Cooper, Folge 5x02)
- 1997–2000: Disneys Große Pause (Recess, 5 Folgen)
- 1998: New York Cops – NYPD Blue (NYPD Blue, Folge 5x22)
- 1999: Alabama Dreams (Any Day Now, Folge 2x15)
- 1999: Ghost Dog – Der Weg des Samurai (Ghost Dog: The Way of the Samurai)
- 1999: Ladies Man (eine Folge)
- 2000: Geppetto, der Spielzeugmacher (Geppetto, Fernsehfilm)
- 2000: Dinosaurier (Stimme)
- 2000: The Norm Show (eine Folge)
- 2000: Die Geschichte vom Teddy, den niemand wollte (The Tangerine Bear: Home in Time for Christmas!)
- 2001–2006: The Bernie Mac Show (104 Folgen)
- 2003: Strong Medicine: Zwei Ärztinnen wie Feuer und Eis (Strong Medicine, Folge 4x02)
- 2005: Emergency Room – Die Notaufnahme (ER, Folge 11x10)
- 2007: Criminal Minds (eine Folge)
- 2007: Grey’s Anatomy (Folge 4x04 High Noon)
- 2008–2013: The Secret Life of the American Teenager (Fernsehserie, 90 Folgen)
- 2009: Olivia (Kurzfilm)